# 首里金城町石疊道
首里金城町石疊道指的是位於日本沖繩縣那霸市的鋪石古道。
該石疊道本是真珠道的一部分。真珠道建於第二尚氏王朝期間的1522年，為尚真王所建，是連接首里城和國場川的真玉橋的官道，長10公里。在沖繩島戰役中，真珠道大部分被毀，只剩下金城町境內長238米的古道，這就是今日的首里金城町石疊道。
古道使用琉球石灰岩製成的平石砌成，經過歲月的洗禮，帶有光澤。沿途多有第二尚氏王朝時期的石垣。今日，首里金城町石疊道被列為沖繩縣指定史跡，以及日本道百選。